# Chileseius camposi
Chileseius camposi är en spindeldjursart som beskrevs av Gonzalez och Schuster 1962. Chileseius camposi ingår i släktet Chileseius och familjen Phytoseiidae. Inga underarter finns listade i Catalogue of Life.